# 讷特岛
讷特岛（挪威語：Nøtterøy，指市镇时纯音译作讷特略）是挪威的一個岛屿，也是西福爾郡一个已撤销的市镇。
2018年讷特略市镇和徹默市镇合并为费德尔市镇。